# Carboneras de Guadazaón
Carboneras de Guadazaón település Spanyolországban, Cuenca tartományban. Carboneras de Guadazaón Reíllo, Cañada del Hoyo, Pajarón, Pajaroncillo, Villar del Humo, Cardenete és Arguisuelas községekkel határos. Lakosainak száma 787 fő (2024).

## Népesség
A település népessége az utóbbi években az alábbiak szerint változott:
| Lakosok száma | 970  | 940  | 891  | 859  | 827  | 762  | 827  | 811  | 778  | 787  |
|               | 2001 | 2004 | 2006 | 2009 | 2011 | 2014 | 2016 | 2019 | 2021 | 2024 |